# Иван Готи
Иван Готи (итал. Ivan Gotti; 28. март 1969) је бивши италијански професионални бициклиста у периоду од 1991. до 2002. године. Готи је двоструки побједник Ђиро д’Италије, а освојио је и пето мјесто на Тур де Франсу.

## Јуниорска каријера
Иван Готи је од 12 године тренирао фудбал, а са 18 је напустио Калћо и посветио се бициклизму. Први велики успјех као јуниор остварио је 1989. када је освојио Ђиро дела Вале трку, уз двије етапне побједе. 1990. је освојио трку у Фиренци, Ђиро дела Вале и друго мјесто на Бејби Ђиру (јуниорска верзија Ђиро д’Италије). Готи је остао иза Италијана Владимира Белија, а испред Марка Пантанија.

## Професионална каријера
Професионалну каријеру почео је 1991. године, није остварио ниједну побједу, освојио је друго мјесто на трци Ђиро дела Емилија и на трци Имола—Сан Марино. Побједу није остварио ни 1992. освојио је треће мјесто на трци Дуранго, у Баскији и треће мјесто на трци Трофеј Скалаторе, у Италији. Учествовао је на Ђиро д’Италији и завршио је на 23 мјесту у генералном пласману и на другом мјесту у класификацији за најбољег младог возача.
1993. је завршио пети на Ђиро дела Емилија трци и на 25 мјесту на Ђиро ди Ломбардији. 1994. завршио је Ђиро д’Италију на 16 мјесту. Прву побједу у професионалној каријери забиљежио је 1995. на екипном хронометру на Тур де Франсу. Тур је завршио на петом мјесту у генералном пласману, што му је био највећи успјех у дотадашњој каријери. Прије Тура, освојио је друго мјесто на меморијалној трци Гастоне Ненчини. До краја сезоне освојио је друго мјесто на трци Критеријум Алст у Белгији и Стифут у Холандији, уз шесто мјесто на Копа Агостини трци.
Прву индивидуалну побједу остварио је на етапи 21 на Ђиро д’Италији 1996. Ђиро је завршио на петом мјесту у генералном пласману. Возио је и Тур де Франс, али га је напустио током пете етапе.
1997. је остварио највећи успјех у каријери, освојио је Ђиро д’Италију, уз побједу на етапи 14, када је преузео лидерску мајицу и сачувао је до краја, побиједивши са минут и по испред Павела Тонкова. Тур де Франс је напустио током седме етапе. 1998. освојио је друго мјесто на Ромингер класику, док Ђиро д’Италију није успио да заврши.
1999. почео је побједом на трци Арона у Пијемонту и друго мјесто на трци Капријано у Ломбардији. На Ђиро д’Италији, био је на другом мјесту након етапе 20, иза Марка Пантанија, који је побиједио на етапи. Прије старта етапе 21, Пантани је дисквалификован, Готи је преузео лидерску мајицу и освојио је свој други Ђиро са три минута испред Паола Салводелија. Тур де Франс је напустио током етапе 12.
2000. није успио да буде конкурентан на Ђиро д’Италији и завршио је на 19 мјесту. Након Ђира, освојио је трку меморијал Тури д'Агостино. 2001. је освојио етапу на Вуелта Каталонији и седмо мјесто на Ђиро д’Италији. Учествовао је по први пут на Вуелта а Еспањи, али је напустио током седме етапе.
2002. је завршио на 13 мјесту на Ђиро д’Италији. Након Ђира возио је Тур де Франс и завршио га је на 23 мјесту, што је био први Тур који је завршио након 1995. На крају сезоне завршио је каријеру.